# Антоніу Фрашку
Антоніу Фраску (порт. António Frasco, нар. 16 січня 1955, Леса-да-Палмейра) — португальський футболіст, що грав на позиції півзахисника. По завершенні ігрової кар'єри — тренер.
Виступав, зокрема, за клуб «Порту», а також національну збірну Португалії.
Чотириразовий чемпіон Португалії. Дворазовий володар Кубка Португалії. Володар Кубка європейських чемпіонів. Володар Суперкубка УЄФА. Володар Міжконтинентального кубка. 

## Клубна кар'єра
У дорослому футболі дебютував 1973 року виступами за команду клубу «Лейшойнш», в якій провів п'ять сезонів, взявши участь у 94 матчах чемпіонату. 
1978 року перейшов до клубу «Порту», за який відіграв 11 сезонів. Більшість часу, проведеного у складі «Порту», був основним гравцем команди. За цей час чотири рази виборював титул чемпіона Португалії, ставав володарем Кубка чемпіонів УЄФА, володарем Суперкубка УЄФА, володарем Міжконтинентального кубка. Завершив професійну кар'єру футболіста виступами за «Порту» у 1989 році.

## Виступи за збірну
1979 року дебютував в офіційних матчах у складі національної збірної Португалії. Протягом кар'єри у національній команді, яка тривала 9 років, провів у її формі 23 матчі, забивши 1 гол.
У складі збірної був учасником чемпіонату Європи 1984 року у Франції, на якому команда здобула бронзові нагороди, а сам Фрашку був гравцем основного складу.

## Кар'єра тренера
Розпочав тренерську кар'єру, повернувшись до футболу після невеликої перерви, 1993 року, очоливши тренерський штаб клубу «Леса».
1998 року став головним тренером команди «Авеш», тренував клуб з Віла-даз-Авеш один рік.
Згодом працював ще з декількома нижчоліговими португальськими командами.

## Титули і досягнення
- Чемпіон Португалії (4):

«Порту»: 1978-1979, 1984-1985, 1985-1986, 1987-1988
- Володар Кубка Португалії (2):

«Порту»: 1983-1984, 1987-1988
- Володар Суперкубка Португалії з футболу (3):

«Порту»: 1983, 1984, 1986
- Володар Кубка чемпіонів УЄФА (1):

«Порту»: 1986-1987
- Володар Суперкубка УЄФА (1):

«Порту»: 1987
- Володар Міжконтинентального кубка (1):

«Порту»: 1987